# Dalian K'un City
El Dalian K'un City (en chino simplificado, 大连鲲城足球俱乐部; pinyin, Dàlián Kūnchéng Zúqiú Jùlèbù) es un equipo de fútbol de China que juega en la Primera Liga China, la segunda división nacional.

## Historia
Fue fundado el 9 de marzo de 2022 en la ciudad de Dalian con el nombre Liaoning Pilot Free Trade Zone Dalian Area Huayi Football Club, (en chino simplificado, 辽宁自贸试验区大连片区华谊足球俱乐部) El club entró a la CMCL como clasificado por Dalian. Dalian Huayi compartió grupo con Changchun Shenhua y Liaoning Leading, grupo en el que el Dalian Huayi terminó de segundo y clasificado a la fase de eliminación en la que enfrentó al Dalian Jinshiwan. Un empate 0–0 en la ida y una derrota por 0-1 en la vuelta eliminó al Dalian Huayi del torneo.
El club volvió a clasificar a la CMCL para la temporada 2023 donde quedó ubicado en el grupo H. Luego de ganar su grupo, el Dalian Huayi avanzó a la fase final y quedó en el grupo B. Con cuatro victorias, dos empates y una derrota, el Dalian Huayi terminó de tercero en su grupo a avanzó a una ronda de clasificación contra el Rizhao Yuqi. Luego de empatar 1–1 en los 90 minutos, Dalian Huayi perdió 2-3 en penales, terminó en séptimo lugar de la clasificación y no logró el ascenso. Pero el 6 de febrero de 2024 el Dalian Huayi fue admitido en la China League Two para que la liga tuviera la cantidad de equipos suficiente para evitar su desaparición. Debido a la política de neutralización de la Chinese FA el Dalian Huayi cambió su nombre por el de Dalian K'un City Football Club ese mismo día.
En el partido inaugural de la China League Two fue el 23 de marzo de 2024 donde el Dalian enfrentó al Langfang Glory City de visitante, partido que terminó 1–0 a favor del Dalian K'un City con gol de Liu Zhizhi. El Dalian K'un City aseguró el ascenso a la China League One por primera vez en su historia para la siguiente temporada.